# Градски стадион у Ђаковици
Градски стадион у Ђаковици (алб. Stadiumi i Qytetit) је вишенаменски стадион у Ћаковици, Србија. Тренутно се користи највише за фудбалске мечеве, те је домаћи терен Велазнимија
Стадион тренутно има капацитет за око 6.000 људи.